# Flavopunctelia borrerioides
Flavopunctelia borrerioides är en lavart som beskrevs av Kurok. Flavopunctelia borrerioides ingår i släktet Flavopunctelia och familjen Parmeliaceae.   Inga underarter finns listade i Catalogue of Life.